# Torre-ramona
Torre-ramona és un nucli de població del municipi de Subirats (Alt Penedès), situat al costat dret de la carretera de Sant Sadurní a Gelida. És un poble d'origen medieval, al peu del castell de Subirats, prop del riu Anoia, rodejat de vinyes.
El nucli es compon del Palau Gralla, o Torre Ramona, palau fortificat d’estil gòtic-renaixentista, que dona nom al nucli; l'església de Sant Joan Sesrovires, amb el cementiri annex; la seu de la Confraria del Cava de Sant Sadurní; i un grup de cases amb una cinquantena d'habitants, entre les quals la casa-taller de la pintora Cathrine Bergsrud.